# Pescia di Pescia (torrent)
La Pescia di Pescia ou la Pescia Maggiore ou plus simplement la Pescia est un torrent toscan long de 25 km qui traverse la partie occidentale de la  Valdinievole, en province de Pistoia, dont le nom est homonyme avec la ville de la région, et  dérivé du lombard  pehhia (étymologiquement correspondant à l'allemand  Bach).

## Géographie
Le cours d'eau naît à l'altitude de 1 000 m sur les monts sur Vellano (la dite Suisse Pesciatina), dans la commune de Pescia, et conflue dans la zone humide du marais de Fucecchio, dont le canal Usciana transporte les eaux dans l'Arno. Outre Pescia, le torrent traverse les communes de Chiesina Uzzanese et Ponte Buggianese.

## Sources
- (it) Cet article est partiellement ou en totalité issu de l’article de Wikipédia en italien intitulé « Pescia (fiume) » (voir la liste des auteurs).